# Bland, Virginia
Bland är administrativ huvudort i Bland County i Virginia. Vid 2010 års folkräkning hade Bland 409 invånare.